# Štefan Holčík
Štefan Holčík (Pozsony, 1944. április 14. –) szlovák történész.

## Élete
Apja a Bátorságért és a Szlovák Nemzeti Felkelés Érdemrend második fokozatával kitüntetett idősebb Štefan Holčík, a Szlovák Műszaki Főiskola oktatójaként ment nyugdíjba. Három testvére közül ő a legidősebb. Apja erről így nyilatkozott egy 1986-os interjúban: „Én 1943-ban megnősültem, rá egy évre fiam született. A feleségemet az egyre gyakoribb bombázások elől a gyerekkel együtt vidékre küldtem. Tudtam, hogy valami készül, így a szlovák nemzeti felkelés kitörésének híre nem ért váratlanul.”
Az ifjabb Štefan Holčík hosszú ideig a Szlovák Nemzeti Múzeum Régészeti múzeum munkatársa, egy ideig igazgatója. 2002-2006 között Pozsony polgármesterhelyettese volt. Sokáig dolgozott a képviselőtestület tagjaként.

## Elismerései
- 1999 Pozsony polgármesterének díja
- 2005 Bratislavská čučoriedka Júliusa Satinského

## Művei
- 2003/ 2007 Bratislava pred sto rokmi a dnes (tsz. Mikuláš Gažo, Otto Zinser)
- 2005 Pozsonyi koronázási ünnepségek (1563-1830)
- 2006 Cintorín pri Kozej bráne (tsz. Viera Obuchová)
- 2012 Prezidentský palác (tsz. Ján Čomaj)
- 2015 Bratislavský hrad (társszerző)

Állandó közreműködője a Bratislavské novinynek.

### Magyarul
- Štefan Holčík–Tatiana Štefanovičová: Vár. Bratislava; Obzor, Bratislava, 1982
- Pozsonyi koronázási ünnepségek, 1563-1830; ford. Nagy Judit, fotó Petr Paul, Gottl Egon, Károly Szelényi; Európa–Bratislava, 1986 (Bibliotheca saeculorum)
- Pozsonyi koronázási ünnepségek, 1563-1830; ford. Nagy Judit, Mayer Judit; Ikar, Bratislava, 2005